# أوكسيبوتينين
أوكسيبوتينين (Oxybutynin) تركيبه الكيميائي أوكسي بيوتينين، مضاد التشنج بولي.

## الاستطباب
مضاد تشنج يستخدم لعلاج المثانة العصبية (السلس البولي، التردد البولي والإلحاح) والمثانة غير المثبطة.

## آلية التأثير
- يبدي تأثيرا مباشرا على العضلات الملساء مضادا لتشنجها، كذلك فهو يثبط تأثير الأسيتيل كولين على هذه العضلات دون أن يلجم تأثيره على العضلات الهيكلية أو العقد الذاتية، يزيد سعة المثانة ويثبط عقلصاتها الغير مضبوطة ويؤخر الرغبة في التبويل وبالتالي ينقص معدل الإلحاح والتواتر البوليين.

## الاستخدام خلال الحمل
ينتمي هذا الدواء إلى المجموعة B.

## مضادات الاستطباب
فرط الحساسية للمركب أو لأحد مكوناته، الزرق، الوهن العضلي الوبيل، الانسداد الهضمي التام أو الجزئي، الانسداد البولي التناسلي، التهاب الكولون التقرحي، وهن الأمعاء، الكولون العرطل، الكولون العرطل السمي.

## الجرعة
الأطفال
- 5-1 سنوات: 0.2 ملغ/كغ 2-4 مرات يوميا.
- أكبر من 5 سنوات: 5 ملغ مرتين يوميا، الجرعة القصوى: 5 ملغ 4 مرات يوميا.

البالغين: 5 ملغ 2-3 مرات يوميا، الجرعة القصوى: 5 ملغ 4 مرات يوميا.
المسنين 2.5-5 ملغ مرتين يوميا، يمكن رفعها بمقدار 2.5 ملغ يوميا بفواصل 1-2 يوم حسب الحاجة.
× ملاحظة: يجب إيقاف الدواء بشكل دوري لتحديد فيما إذا كان المريض قادرا على الاستغناء عنه وتخفيف المقاومة تجاه تأثيره.

## الحرائك الدوائية
- يبدي تأثيره خلال 30-60 دقيقة من تناوله فمويا، يصل لذروته خلال3-6 ساعات، ويدوم لمدة 6-10 ساعات.
- الامتصاص: يمتص بشكل جيد وسريع يلي تناوله عن طريق الفم.
- الاستقلاب: يستقلب في الكبد.
- العمر النصفي: 1-2.3 ساعة.
- يصل تركيزه المصلي لذروته خلال 60 دقيقة من تناوله فمويا.
- الإطراح: يطرح مع البول.

## فرط الجرعة/الانسمام
يتظاهر فرط الجرعة بانخفاض التوتر الشرياني والقصور الدوراني والسلوك النفاسي والوهج والقصور التنفسي والشلل والهياج والختلاجات والتوهان والاهلاس والسبات.

## التأثيرات الجانبية
تحدث بنسبة تزيد عن 10%:
- عصبية مركزية: نعاس.
- هضمية: جفاف فم، إمساك.
- متنوعة: نقص تعرق.

تحدث بنسبة 1% إلى 10%:
- قلبية وعائية: تسرع القلب، خفقان.
- عصبية مركزية: دوام، أرق، حمى، صداع.
- جلدية: طفح.
- غدية واستقلابية: نقص معدل ثر حليب الثدي، نقص القدرة الجنسية، هبات حارة.
- هضمية: غثيان، إقياء.
- بولية تناسلية: احتباس أو تردد بولي.
- عصبية عضلية: ضعف.
- عينية: تشوش الرؤية، توسع حدقي.

تحدث بنسبة تق عن 1%:
عينية: ارتفاع التوتر داخل القحف.
- متنوعة: ارتكاس أرجي.

## التداخلات الدوائية
- تزداد شدة تأثيره المهدئ عند إشراكه مع الكحول أو مع أحد الأدوية المثبطة للجملة العصبية المركزية.
- تزداد شدة تأثيره المضاد للكولين عند إشراكه مع مضادات الكولين أو مع مضادات الهيستامين.

## التداخلات المخبرية
قد يثبط الارتكاس تجاه حقن المستضدات الجلدية (الاختبارات الجلدية).

## المراقبة
يجب مراقبة نوب السلس البولي، ومراقبة الحجم المثاني الثمالي.

## التعليمات الخاصة بالمريض
- قد يتفاقم النعاس الناجم عنه عند إشراكه مع الكحول أو مع بقية المهدئات.
- قد يلحق الخلل بقدرتك على إنجاز الأعمال التي تحتاج للتركيز والمهارة.

## التعليمات الخاصة بالممرضة
ارفعي جوانب الشرير واتخذي الإجراءات التي تضمن سلامة المريض وساعديه خلال تحركه.

## المستحضرات الصيدلانية
- شراب: 5 ملغ/5 مل (473 مل).
- أقراص: 5 ملغ.

## الكيمياء
أوكسيبوتينين يحتوي على ستيريوسنتر ويتكون من اثنين إنانتيوميرس. هذا هو راسيمات، أي 1: 1 خليط من (R) - و (S) النموذج:
| إنانتيوميرس من أوكسيبوتينين | إنانتيوميرس من أوكسيبوتينين |
| --------------------------- | --------------------------- |
| CAS-Nummer: 119618-21-2     | CAS-Nummer: 119618-22-3     |